# Гіперболічний трикутник

Гіперболічний трикутник на сідлоподібній поверхні

У гіперболічній геометрії гіперболічний трикутник є трикутником на гіперболічній площині. Він складається з трьох відрізків, які називаються сторонами або ребрами, і трьох точок, званих кутами або вершинами.
Як і в евклідовому випадку, три точки гіперболічного простору довільної розмірності завжди лежать в одній площині. Отже, планарні гіперболічні трикутники також описують трикутники, можливі в будь-яких гіперболічних просторах високої розмірності.

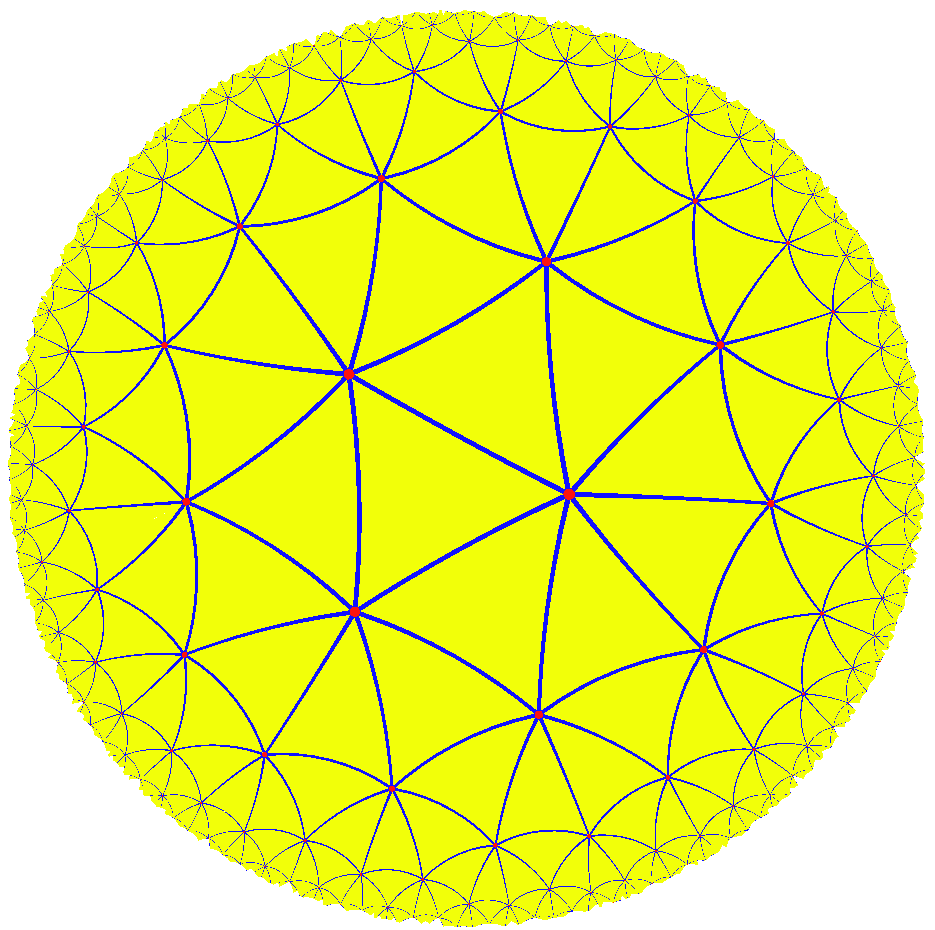
має рівносторонні трикутники зі внутрішнім кутом 2π/7 радіан.

## Визначення
Гіперболічний трикутник складається з трьох неколінеарних точок і трьох відрізків між ними.

## Властивості
Гіперболічні трикутники мають деякі властивості, аналогічні властивостям трикутників у евклідовій геометрії:
- Кожен гіперболічний трикутник має вписане коло, але не будь-який гіперболічний трикутник має описане коло (див. нижче)[2][3]. Його вершини можуть лежати на орициклі або гіперциклі.

Гіперболічні трикутники мають деякі властивості, аналогічні властивостям трикутників у сферичній або еліптичній геометрії:
- Два трикутника з однаковою сумою кутів рівні за площею.
- Існує верхня межа площі трикутників.
- Існує верхня межа радіуса вписаного кола.
- Два трикутники конгруентні тоді й лише тоді, коли вони переходять один в інший внаслідок скінченного числа відбиттів відносно прямої.
- Два трикутники з рівними відповідними кутами конгруентні (тобто всі подібні трикутники конгруентні).

Гіперболічні трикутники мають деякі властивості, які протилежні властивостям трикутників у сферичній або еліптичній геометрії:
- Сума кутів трикутника менша від 180°.
- Площа трикутника пропорційна дефіциту його суми кутів (до 180°).

Гіперболічні трикутники мають деякі властивості, яких немає в інших геометріях:
- Деякі гіперболічні трикутники не мають описаного кола, що буває у разі, коли принаймні одна з вершин є ідеальною точкою або коли всі вершини лежать на орициклі або на односторонньому гіперциклі.
- Гіперболічні трикутники тонкі, існує найбільша відстань δ від точки на стороні до інших двох сторін. Цей принцип призводить до появи δ-гіперболічних просторів.

## Трикутники з ідеальними вершинами

Три ідеальних трикутники в дисковій моделі Пуанкаре

Визначення трикутника можна узагальнити, якщо дозволити вершинам лежати на ідеальній межі гіперплощини, при цьому сторони повинні лежати всередині площини. Якщо пара сторін є асимптотично паралельними (тобто відстань між ними прямує до нуля при прямуванні до ідеальної точки, але вони не перетинаються), то вони закінчуються в ідеальній вершині, представленій омега-точкою.
Кажуть, що така пара сторін утворює нульовий кут.
Трикутник з нульовим кутом неможливий в евклідовій геометрії для прямолінійних сторін, що лежать на різних прямих. Однак такі нульові кути можливі для дотичних кіл.
Трикутник з однією ідеальною вершиною називається омега-трикутником.
Особливі види трикутників з ідеальними вершинами:

### Трикутник паралельності
Трикутник, у якому одна вершина є ідеальною точкою, один кут прямий — третій кут є кутом паралельності для сторони між прямим кутом і третім кутом.

### Трикутник Швайкерта
Трикутник, у якому дві вершини є ідеальними точками, а третій кут є прямим. Це один з перших гіперболічних трикутників (1818), який описав Фердинанд Карл Швайкерт.

### Ідеальний трикутник
Трикутник, у якому всі вершини є ідеальними точками. Такий трикутник є найбільшим з можливих трикутників у гіперболічній геометрії, оскільки має нульову суму кутів.

## Стандартизована кривина Гауса
Зв'язки між кутами і сторонами аналогічні зв'язкам між такими ж об'єктами в сферичній тригонометрії. Масштаб довжини для сферичної та гіперболічної геометрії можна, наприклад, визначити як довжину сторони рівностороннього трикутника з фіксованими кутами.
Масштаб довжини найзручніший, якщо довжини вимірюються в термінах абсолютної довжини (спеціальної одиниці довжини, аналогічної відношенню між відстанями в сферичній геометрії). Вибір масштабу довжини робить формули простішими.
У термінах моделі Пуанкаре у верхній півплощині абсолютна довжина відповідає інфінітезимальній метриці {\displaystyle ds={\frac {|dz|}{\operatorname {Im} (z)}}}, а в дисковій моделі Пуанкаре відповідає {\displaystyle ds={\frac {2|dz|}{1-|z|^{2}}}}
У термінах (сталої негативної) кривини Гауса K гіперболічної площини одиниця абсолютної довжини відповідає довжині
{\displaystyle R={\frac {1}{\sqrt {-K}}}.}
У гіперболічномму трикутнику сума кутів A, B, C (відповідних протилежним сторонам з тими ж буквами) строго менша від розгорнутого кута. Різниця між мірою розгорнутого кута і сумою мір кутів трикутника називається дефектом трикутника. Площа гіперболічного трикутника дорівнює його дефекту, помноженому на квадрат R:
{\displaystyle (\pi -A-B-C)R^{2}{}{}.\!}
Ця теорема, вперше доведена Йоганном Генріхом Ламбертом, пов'язана з теоремою Жирара у сферичній геометрії.

## Тригонометрія
У всіх формулах нижче сторони a, b і c мають бути виміряні за абсолютною довжиною, одиниці, такій, що кривина Гауса K поверхні дорівнює −1. Іншими словами, величину R слід прийняти рівною 1.
Тригонометричні формули для гіперболічних трикутників залежать від гіперболічних функцій sh, ch і th.

### Тригонометрія прямокутних трикутників
Якщо C позначає прямий кут, то:
- Синус кута A дорівнює гіперболічному синусу протилежної до кута сторони A, поділеному на гіперболічний синус гіпотенузи c.

{\displaystyle \sin A={\frac {\mathrm {sh} \,a}{\,\mathrm {sh} \,c\,}}.\,}
- Косинус кута A дорівнює гіперболічному тангенсу прилеглого катета b, поділеному на гіперболічний тангенс гіпотенузи c.

{\displaystyle \cos A={\frac {\mathrm {th} \,b}{\,\mathrm {th} \,c\,}}.\,}
- Тангенс кута A дорівнює гіперболічному тангенсу протилежного катета a, поділеного на гіперболічний синус прилеглого катета b.

{\displaystyle \mathrm {tg} \,A={\frac {\mathrm {th} \,a}{\,\mathrm {sh} \,b\,}}.}
- Гіперболічний косинус прилеглого катета b кута A дорівнює косинусу кута B, поділеному на синус кута A.

{\displaystyle {\textrm {ch(b)}}={\frac {\cos B}{\sin A}}.}
- Гіперболічний косинус гіпотенузи c дорівнює добутку гіперболічних косинусів катетів a і b.

{\displaystyle {\textrm {ch(c)}}={\textrm {ch(a)}}{\textrm {ch(b)}}.}
- Гіперболічний косинус гіпотенузи H дорівнює добутку косинусів кутів, поділеному на твір їх синусів[6].

{\displaystyle {\textrm {ch(H)}}={\frac {\cos A\cos B}{\sin A\sin B}}=\mathrm {ctg} \,A\mathrm {ctg} \,B}

#### Відношення між кутами
Виконуються такі співвідношення:
{\displaystyle \cos A=\mathrm {ch} \,a\sin B}
{\displaystyle \sin A={\frac {\cos B}{\mathrm {ch} \,b}}}
{\displaystyle \mathrm {tg} \,A={\frac {\cot B}{\mathrm {ch} \,c}}}
{\displaystyle \cos B=\mathrm {ch} \,b\sin A}
{\displaystyle \mathrm {ch} \,c=\mathrm {ctg} \,A\mathrm {ctg} \,B}

#### Площа
Площа прямокутного трикутника дорівнює:
Площа {\displaystyle ={\frac {\pi }{2}}-\angle A-\angle B}
а також
{\displaystyle {\textrm {Area}}=2\arctan(\mathrm {th} \,({\frac {a}{2}})\mathrm {th} \,({\frac {b}{2}}))}.

#### Кут паралельності
Примірник омега-трикутника з прямим кутом дає конфігурацію для перевірки кута паралельності в трикутнику.
У випадку, коли кут B = 0, a = c = {\displaystyle \infty } і {\displaystyle {\textrm {th}}(\infty )=1}, отримуємо {\displaystyle \cos A={\textrm {th(b)}}} (b = прилеглий катет).

#### Рівносторонній трикутник
Тригонометричні формули для прямокутних трикутників дають також відношення між сторонами s і кутами A рівностороннього трикутника (трикутника, у якого всі сторони мають однакову довжину і всі кути рівні):
{\displaystyle \cos A={\frac {{\textrm {th}}{\frac {1}{2}}s}{{\textrm {th}}(s)}}}
{\displaystyle \mathrm {ch} \,{\frac {1}{2}}s={\frac {\cos({\frac {1}{2}}A)}{\sin(A)}}={\frac {1}{2\sin({\frac {1}{2}}A)}}}

### Загальна тригонометрія
Незалежно від того, є C прямим кутом чи ні, виконуються такі співвідношення:
Гіперболічний закон косинусів:
{\displaystyle \mathrm {ch} \,c=\mathrm {ch} \,a\mathrm {ch} \,b-\mathrm {sh} \,a\mathrm {sh} \,b\cos C,}
Двоїста закону теорема
{\displaystyle \cos C=-\cos A\cos B+\sin A\sin B\mathrm {ch} \,c,}
Існує також закон синусів:
{\displaystyle {\frac {\sin A}{\mathrm {sh} \,a}}={\frac {\sin B}{\mathrm {sh} \,b}}={\frac {\sin C}{\mathrm {sh} \,c}},}
і чотиричленна формула:
{\displaystyle \cos C\mathrm {ch} \,a=\mathrm {sh} \,a\mathrm {ch} \,b-\sin C\mathrm {ctg} \,B.}